# بوت نت روستوك
شبكة بوت نت روستوك هي عبارة عن شبكة بوت تم تشغيلها منذ عام 2006 تقريبًا [1] حتى مارس 2011.
كان يتألف من أجهزة كمبيوتر تعمل بنظام Microsoft Windows، وكان قادرًا على إرسال ما يصل إلى 25000 رسالة بريد عشوائي في الساعة من جهاز كمبيوتر مصاب.   في ذروة أنشطتها، أرسلت ما معدله 192 رسالة بريد عشوائي لكل جهاز مخترق في الدقيقة.  تختلف التقديرات المبلغ عنها بشأن حجمها بشكل كبير عبر مصادر مختلفة، مع ادعاءات بأن شبكة الروبوتات ربما تكون قد ضمت ما بين 150 ألفًا و2400 ألف جهاز.    تم زيادة حجم شبكة الروبوتات والحفاظ عليها في الغالب من خلال الانتشار الذاتي، حيث أرسلت شبكة الروبوتات العديد من رسائل البريد الإلكتروني الضارة التي تهدف إلى إصابة الأجهزة عن طريق فتحها باستخدام حصان طروادة والذي من شأنه دمج الجهاز في شبكة الروبوتات. 
تلقت شبكة البوت نت ضربة قوية بعد إسقاط شركة ماكولو عام 2008، وهي مزود خدمة إنترنت كانت مسؤولة عن استضافة معظم خوادم التحكم والقيادة الخاصة بشبكة البوت نت. استعادت ماكولو اتصالها بالإنترنت لعدة ساعات، وخلال تلك الساعات، لوحظت حركة مرور تصل إلى 15 ميجابت في الثانية، مما يُشير على الأرجح إلى انتقال السيطرة والتحكم إلى روسيا. في حين أن هذه الإجراءات خفضت مؤقتًا مستويات البريد العشوائي عالميًا بنحو75٪ ، إلا أن تأثيرها لم يدم طويلًا: فقد ارتفعت مستويات البريد العشوائي بنسبة 60٪ بين يناير ويونيو2009, ويُعزى40٪ منها إلى شبكة روستوك.
في 16 مارس 2011، تم القضاء على شبكة الروبوتات من خلال ما تم الإبلاغ عنه في البداية على أنه جهد منسق بين مزودي خدمة الإنترنت وبائعي البرامج.  تم الكشف في اليوم التالي عن أن عملية الإزالة، والتي تسمى عملية b107،   كانت من تدبير شركة مايكروسوفت ، ووكلاء إنفاذ القانون الفيدراليين في الولايات المتحدة، وشركة FireEye ، وجامعة واشنطن .  
للقبض على الأفراد المتورطين في شبكة بوت روستوك، عرضت مايكروسوفت في 18 يوليو 2011 "مكافأة مالية قدرها 250 ألف دولار أمريكي مقابل معلومات جديدة تؤدي إلى تحديد هوية هؤلاء الأفراد واعتقالهم وإدانتهم جنائياً." 

## العمليات
تتكون شبكات الروبوتات من أجهزة كمبيوتر مصابة يستخدمها مستخدمو الإنترنت دون علمهم. من أجل إخفاء وجودها عن المستخدم وبرامج مكافحة الفيروسات ، استخدمت شبكة بوت روستوك تقنية الروتكيت . بمجرد إصابة جهاز كمبيوتر، فإنه سيسعى إلى الاتصال بخوادم القيادة والتحكم على عدد من عناوين IP وأي من النطاقات البالغ عددها 2500 ونطاقات النسخ الاحتياطي والتي قد توجه الزومبي في شبكة الروبوتات لأداء مهام مختلفة مثل إرسال البريد العشوائي أو تنفيذ هجمات رفض الخدمة الموزعة (DDoS).  كان هناك ستة وتسعون خادمًا قيد التشغيل في وقت الإزالة.  عند إرسال رسائل البريد العشوائي، تستخدم شبكة الروبوتات تشفير TLS في حوالي 35 بالمائة من الحالات كطبقة إضافية من الحماية لإخفاء وجودها. سواء تم اكتشاف ذلك أم لا، فإنه يؤدي إلى إنشاء تكلفة إضافية لخوادم البريد التي تتعامل مع البريد العشوائي. وأشار بعض الخبراء إلى أن هذا الحمل الإضافي قد يؤثر سلبًا على البنية التحتية للبريد الإلكتروني على الإنترنت، حيث إن معظم رسائل البريد الإلكتروني المرسلة هذه الأيام  هي رسائل غير مرغوب فيها. 